# Angus MacLane
Angus MacLane (Portland, 29 ottobre 1975) è uno sceneggiatore, regista e animatore statunitense.
Ha lavorato alla Pixar dal 1997 al 2023.

## Biografia
È noto per aver diretto i cortometraggi BURN•E, Buzz a sorpresa e co-diretto il film Alla ricerca di Dory.
Nel 2020 MacLane dirige il film Lightyear - La vera storia di Buzz, che parla delle origini del personaggio Buzz Lightyear del franchise di Toy Story.

## Filmografia

### Regista

#### Lungometraggi
- Alla ricerca di Dory (Finding Dory), co-regia con Andrew Stanton (2016)
- Lightyear - La vera storia di Buzz (Lightyear) (2022)

#### Cortometraggi
- BURN•E (2008)
- Buzz a sorpresa (2011)

#### Televisione
- Toy Story of Terror! (2013)

### Animatore
- A Bug's Life - Megaminimondo (A Bug's Life), regia di John Lasseter (1998)
- Toy Story 2 - Woody e Buzz alla riscossa (Toy Story 2), regia di John Lasseter (1999)
- Monsters & Co. (Monsters, Inc.), regia di Pete Docter (2001)
- Alla ricerca di Nemo (Finding Nemo), regia di Andrew Stanton (2003)
- Gli Incredibili - Una "normale" famiglia di supereroi (The Incredibles), regia di Brad Bird (2004)
- Cars - Motori ruggenti (Cars), regia di John Lasseter (2006)
- Ratatouille, regia di Brad Bird (2007)
- Up, regia di Pete Docter (2009)
- Toy Story 3 - La grande fuga (Toy Story 3), regia di Lee Unkrich (2010)

### Artista di StoryBoard
- Toy Story 2 - Woody e Buzz alla riscossa (Toy Story 2), regia di John Lasseter, Lee Unkrich e Ash Brannon (1999)
- Monsters & Co. (Monsters, Inc.), regia di Pete Docter, Lee Unkrich e David Silverman (2001)
- Gli Incredibili - Una "normale" famiglia di supereroi (The Incredibles), regia di Brad Bird (2004)

### Artista di produzione
- WALL•E, regia di Andrew Stanton (2008)